# Nicolae Medforth-Mills
Nicolae Mihai de Roumanie Medforth-Mills (n. 1 aprilie 1985, Meyrin, Elveția) este nepotul cel mai vârstnic al regelui Mihai I al României. Născut și crescut în străinătate, a vizitat România în 1992, cu ocazia primei vizite a bunicului său după începutul exilului din 1948.
La împlinirea vârstei de 25 de ani (1 aprilie 2010), Nicolae a primit titlul de Principe al României, cu rangul și apelativul de Alteță Regală. Adus în România de principesa Margareta, care l-a susținut financiar și în timpul studiilor din Marea Britanie, a învățat limba română și a participat la activități publice ale familiei sale și a fost implicat în acțiuni caritabile.
Printr-un document semnat de rege la 1 august 2015 și intrat în vigoare imediat, i-au fost retrase titlul și calificativul și a fost exclus din linia de succesiune la tronul României.

## Biografie
Este fiul Principesei Elena a României (n. 15 noiembrie 1950) și al profesorului doctor Robin Medforth-Mills (n. 8 decembrie 1942 – d. 2 februarie 2002). Nicolae era al treilea în ordinea de succesiune la tronul României, conform ultimului Statut regal din 2007, un act considerat de unii ca fiind nedemocratic, cu însemnătate eminamente simbolică, în absența aprobării Parlamentului, prin comparație cu Legea vechiului Statut din 1884, pe care încearcă să îl înlocuiască. În schimb, conform ultimei constituții regale democratice, cea din 1923, Nicolae este exclus de la succesiune.
Primele luni din viață le-a petrecut făcând naveta între Elveția și Sudan, la Khartoum, unde tatăl principelui lucra ca profesor în cadrul ONU, după ce fusese profesor de geografie la Universitatea din Durham. După aceste 18 luni, familia s-a stabilit în nord-estul Angliei, la Durham, unde tatăl acestuia deținea o casă la Esh Winning, locuind aici până la divorțul părinților, în 1991 . După divorțul părinților săi, Nicolae se mută împreună cu mama sa și cu tatăl vitreg într-o casă mai mică, în Sunderland, unde urmează cursurile școlii "Argly House". Aici primește lecții de călărie, alături de sora sa, Elisabeta-Karina, mergând deseori la cluburi de echitație, iar în weekend-uri obișnuia să îl viziteze pe tatăl său și să călărească împreună. La vârsta de 14 ani, se înscrie la Shiplake College, o școală britanică tradițională cu internat, în care exista o ierarhie strictă, aproape de Henley-on-Thames, oraș aflat la aproximativ 50 km față de Londra. Aici studiază vreme de 5 ani, în compania unor elevi din toate colțurile lumii care proveneau, de asemenea, din toate mediile sociale. Tot în cadrul Shiplake College, în fiecare săptămână, avea pregătire CCF (Combined Cadet Forces), în timpul cărora participa la parade și efectua o serie de exerciții militare, fiind un fel de școală premilitară. De asemenea, Nicolae făcea parte din echipa RAF (Royal Air Force), mărșăluind și pregătindu-se în mânuirea armelor, a avioanelor și chiar având posibilitatea să zboare cu avioane mici Bulldog. Printre materiile preferate se numărau matematica și franceza, fiind poreclit de către profesoara de limba franceză "Pisica de Cheshire", deoarece era mereu cu zâmbetul pe buze, însă, despre România sau țările din Europa de Est, își amintește că nu se discuta la orele de istorie, nici măcar atunci când venea vorba despre cel de-al Doilea Război Mondial. Vacanțele din timpul colegiului le petrecea în Franța, în cadrul schimburilor de experiență cu unele școli franceze, ori în Barcelona în cadrul unor tabere de artă, prilej cu care descoperă creațiile lui Gaudi, de care rămâne impresionat.
Întâlnirea acestuia cu Regina Elisabeta a II-a a Marii Britanii a avut loc la Castelul "Windsor", la vârsta de 16 ani, cu prilejul aniversării vârstei de 80 de ani a Regelui Mihai, ocazie cu care i-a întâlnit pe Charles, Prinț de Wales, pe Regina Sofía a Spaniei și alți membri ai dinastiilor europene.
În copilărie și-a descoperit pasiunea pentru mașini, pasiune moștenită de la bunicul său, Regele Mihai I, până în prezent având posibilitatea să conducă peste 100 de vehicule diferite, neluând în calcul bărcile și avioanele. În timpul vacanțelor petrecute la Versoix, Principele Nicolae obișnuia să petreacă ore în șir, în garajul bunicului său, urmărindu-l pe acesta cum meșterea la Jeep-urile din colecție. În dialogul cu istoricul Filip-Lucian Iorga, Nicolae își amintește cum regele i-a permis să conducă una dintre mașinile lui, fiind vorba despre un Ford ce îi aparținuse generalului George S. Patton și care îi fusese dăruit bunicului său de către Principele Felix de Luxemburg. De asemenea, petrecea clipe frumoase alături de bunica sa, Principesa Ana, cu care obișnuia să meargă la pescuit sau să iasă la plimbare cu mașina, fără vreo țintă anume. Tot de la Principesa Ana a învățat să joace golf, aceasta practicându-l în tinerețe.
Cu ocazia împlinirii vârstei de 30 de ani, pe 1 aprilie 2015, principesa Margareta a oferit un dineu în onoarea sa. Invitați au fost prietenii, foștii colegi de școală și universitate și colaboratori din țară și din străinătate. Cu această ocazie, a fost organizată o nouă ediție a proiectului "România. O călătorie regală", cuprinzând orașele București, Sinaia și Sibiu, cei 37 de invitați din străinătate având ocazia să descopere România. Printre invitații la dineul găzduit la Palatul "Elisabeta" s-au numărat principele Alexandru al Serbiei și prințesa de origine daneză Eleonore de Schaumburg-Lippe.

## Educație
Principele Nicolae a urmat ciclul primar și gimnazial la școala "Argyle House" din Sunderland, Marea Britanie, până în anul 1999 urmând ca din acel an să frecventeze cursurile Colegiului "Shiplake", din Henley on Thames, unde a dobândit certificatul GCSE în: matematică, franceză, germană, literatură și limbă engleză, tehnologia informației, geografie și științe, iar apoi a absolvit și nivelul avansat al GCSE („A-level”) în franceză, știința afacerilor și educație fizică. 
În anul 2009, Principele Nicolae s-a înscris la Universitatea din Londra, urmând cursurile universitare la Colegiul "Royal Holloway", specializându-se în management, unde a absolvit în anul 2012, anul în care s-a hotărât să se dedice cauzei României, preluând unele din activitățile Casei Regale.

## Activități

Monograma Principelui Nicolae al României

Principele Nicolae a vizitat pentru prima dată România alături de Regele Mihai în anul 1992 pe când avea vârsta de doar șapte ani. Acesta își amintește de acel episod ca fiind „un moment de neuitat din istoria țării noastre, foarte puternic și emoționant”  . A trăit și a studiat în Marea Britanie, însă își amintește că l-a auzit pe bunicul său, Regele Mihai, povestindu-i despre România încă de dinainte să viziteze țara în 1992.
În anul 2004, Principele a avut posibilitatea să fie lider asistent al unei expediții în Africa de Sud, Namibia, Botswana și Zimbabwe unde a învățat să nu judece o carte după copertă, urmând ca în 2005, să locuiască pentru 4 luni în Kenya și a participat la o expediție în Madagascar. În anul 2006, a fost angajat în Kenya pentru a antrena trupele Armatei Britanice în Rafting.
Începând din 2008, Nicolae este din ce în ce mai prezent în viața publică din România, participând la gala de teatru UNITER 2008 și la vizitele unchiului său, ASR Radu al României.
Cu ocazia împlinirii vârstei de 25 de ani, prințul Nicolae a primit titlul de Alteță Regală și Principe al României.
Activitatea caritabilă a Principelui cuprinde colaborarea cu Școala Britanică din București, într-un proiect pe teme ecologice, și susținerea organizațiilor de mediu ,,Mai Mult Verde” și „Tășuleasa Social”, unde a desfășurat diferite activități de plantare și ecologizare, în cadrul cărora a vizitat Parcul Național Munții Rodnei, zona Lacului Lala și Vârful Ineu, Parcul Național Călimani și Vârful Pietrosul. Acesta este pasionat de sport, practicând de-a lungul timpului fotbal, hockey, rugby, cricket, tenis, kayak-canoe și, ocazional, tenis, făcând parte din echipa de hockey și cricket de la Shiplake College, unde a fost vicecăpitan, iar apoi membru în echipa de lacrosse a Royal Halloway, în 2012.
Întrebat dacă este pregătit să devină rege, Principele Nicolae a răspuns că dacă poporul român îi va cere acest lucru, va fi pregătit pentru această responsabilitate.
În perioada 18–24 februarie 2015, Principele efectuează o vizită cu caracter public în Republica Moldova, fiind prezent pentru prima dată în meleagurile de peste Prut, Familia Regală efectuând ultima vizită în octombrie 2013 . Cu această ocazie, Alteța Sa Regală vizitează orașele Orhei, Bălți, Soroca, precum și capitala țării, municipiul Chișinău. Printre instituțiile vizitate se numără Colegiul de Medicină din Orhei, precum și Mănăstirea din Curchi, Universitatea de Stat "Alecu Russo", Catedrala "Sfinții Constantin și Elena", Liceul Teoretic "Mihai Eminescu", Școala Gimnazială "Regina Maria" din Soroca, Cetatea Soroca și Liceul "Constantin Stere", Universitatea de Stat și Liceul "Gheorghe Asachi" din Chișinău. Tot cu această ocazie, Nicolae va depune flori la statuia lui Ștefan cel Mare din capitala țării și va vizita Asociația "Hospice" care oferă îngrijire paleativă bolnavilor incurabili.
Nicolae a pedalat peste 1.000 de km în perioada 23 aprilie – 3 mai, traversând 13 județe, de la Sighetu Marmației până la Constanța, în turul ciclist caritabil "Cărțile copilăriei pe bicicletă". Scopul acestei acțiuni este promovarea lecturii la nivel național. Alături de principe s-a aflat campionul național la ciclism Alex Ciocan.
Principele Nicolae s-a implicat în promovarea proiectului Via Transilvanica, în calitate de ambasador al proiectului traseului de drumeții tematice și de anduranță.

## Controverse
Nicoleta Cîrjan, fosta iubită a lui Nicolae, a declarat că el ar fi tatăl copilului ei, născut pe 9 februarie 2016, Iris Anna.
Copilul este, aparent, un motiv pentru care Regele Mihai a decis să-i retragă lui Nicolae titlul și să îl scoată din linia de succesiune.
Nicolae a recunoscut-o pe Iris Anna ca fiica sa legitimă în anul 2019.

## Titluri, ranguri și onoruri
- 1 aprilie 2010 – 1 august 2015: Alteța Sa Regală Nicolae, Principe al României[3][4][5][42]
- Casa Regală a României: Ordinul de Familie „Custodele Coroanei Române” [43][44][45]
- Casa Regală a României: Decorația Regală „Nihil Sine Deo” [46]